# (10122) Fröding
(10122) Fröding, désignation internationale (10122) Froding, est un astéroïde de la ceinture principale.

## Description
(10122) Froding est un astéroïde de la ceinture principale. Il fut nommé en honneur d'écrivin suédois Gustaf Fröding. Il fut découvert le 27 janvier 1993 à Caussols par Eric Walter Elst. Il présente une orbite caractérisée par un demi-grand axe de 3,22 UA, une excentricité de 0,17 et une inclinaison de 0,5° par rapport à l'écliptique.

## Compléments